# Cyklooktan
Cyklooktan (C8H16) je organická sloučenina (konkrétně cykloalkan s osmi atomy uhlíku v molekule).
Vytváří několik konformací, například:
Konformace I je nejstabilnější.[zdroj?]

## Syntéza a reakce

### Syntéza
Hlavní způsob přípravy derivátů cyklooktanu je dimerizace butadienu, katalyzovaná komplexními sloučeninami niklu.[zdroj?] Při tomto procesu, kromě mnoha jiných produktů, vzniká 1,5-cyklooktadien, který může být hydrogenován. Cyklooktadien se hydrogenuje za vzniku cyklooktanu, který většinou hoří:
C8H12 + 2 H2 → C8H16.

## Použití
Cyklooktan se používá jako nepolární rozpouštědlo.

## Podobné sloučeniny
- Cykloheptan